# Хиршберг, Вальтер
Рудольф Вальтер Хиршберг (нем. Rudolf Walther Hirschberg; 8 мая 1889, Берлин — 19 мая 1960, Берлин) — немецкий музыкальный критик и композитор еврейского происхождения.

## Биография
Окончил Консерваторию Клиндворта — Шарвенки, изучал также композицию под руководством Германа Кречмара. В 1930—1933 гг. главный редактор газеты Signale für die musikalische Welt. С приходом к власти нацистов уволен, преподавал фортепиано. В 1938 г. арестован и помещён в концентрационный лагерь Заксенхаузен на пять недель. После освобождения бежал во Францию, обосновался в Лионе. После начала Второй мировой войны был интернирован, освобождён после занятия города немецкими войсками, до конца войны скрывался от депортации в Германию у французского скульптора Жоржа Саландра. Вплоть до 1958 г. жил в Лионе, работал на радио.
Композиторское наследие Хиршберга состоит, главным образом, из более чем 600 песен (из которых примерно две трети написаны на немецкие тексты, остальная треть — на французские). Хиршберг также занимался аранжировкой еврейских народных песен, в 1929 году выпустил сборник обработок американских студенческих песен «У кого орешков славных много» (нем. Der Mann, der einen Haufen guter Erdnüsse hat).